# Kassina maculata
Kassina maculata là một ếch loài thuộc họ Hyperoliidae.